# World Cyber Games 2001
Navigation
WCG Challenge WCG 2002
La seconde édition des World Cyber Games s'est tenue à Séoul, en Corée du Sud, en décembre 2001. L'événement ouvre officiellement ses portes le 5 décembre 2001, après deux jours d'intégration des joueurs, par le biais d'une cérémonie d'ouverture.

## Sponsors, partenaires et diffuseurs de l'édition

### Sponsors
- Chosun
- Coca-Cola
- Intel
- KTF
- Microsoft
- Neck Phone Korea
- Nike
- Samsung Electronics
- Samsung Life
- Wide Info

### Partenaires
- Joychal
- KM TV
- Lycos Korea
- NowTV

### Diffuseurs
- Gembc
- MBC

## Disciplines officielles
- Age of Empires II
- FIFA Football 2001
- Half-Life: Counter-Strike
- Quake III Arena
- StarCraft: Brood War
- Unreal Tounament

## Nombre de joueurs par pays participant
Sur les 389 joueurs annoncés, seuls 364 athlètes participent aux tournois officiels de l'événement. Plusieurs pays se regroupent également afin de former une seule équipe compétitive pour les différentes épreuves.
|                                 | Age of Empires II | FIFA Football 2001 | Half-Life: Counter-Strike | Quake III Arena | StarCraft: Brood War | Unreal Tournament | Total |
| ------------------------------- | ----------------- | ------------------ | ------------------------- | --------------- | -------------------- | ----------------- | ----- |
| Afrique du Sud                  | 2                 |                    | 5                         | 2               | 2                    |                   | 11    |
| Allemagne Autriche Suisse       | 3                 | 3                  | 5                         | 3               | 3                    | 3                 | 20    |
| Australie                       | 1                 | 1                  | 5                         | 3               | 3                    | 2                 | 15    |
| Belgique Luxembourg Pays-Bas    | 4                 | 3                  | 5                         | 3               | 4                    | 3                 | 22    |
| Brésil                          | 1                 |                    | 5                         | 1               | 1                    |                   | 8     |
| Bulgarie                        | 2                 | 2                  | 5                         | 2               | 2                    | 2                 | 15    |
| Canada                          | 2                 |                    | 5                         | 2               | 3                    | 2                 | 14    |
| Chili                           | 1                 |                    |                           |                 |                      | 1                 | 2     |
| Chine                           |                   | 3                  | 5                         | 3               | 3                    |                   | 14    |
| Corée du Sud                    | 3                 | 3                  | 5                         | 3               | 3                    | 3                 | 20    |
| Danemark Finlande Norvège Suède | 1                 |                    | 10                        | 3               | 3                    | 1                 | 18    |
| Espagne                         | 3                 | 3                  | 5                         | 3               | 3                    | 3                 | 20    |
| États-Unis                      | 3                 |                    | 5                         | 3               | 3                    | 3                 | 17    |
| France                          | 3                 | 3                  | 5                         | 3               | 3                    | 3                 | 20    |
| Hong Kong                       | 3                 | 3                  | 5                         |                 |                      |                   | 11    |
| Hongrie                         | 1                 |                    | 5                         | 1               | 1                    | 1                 | 9     |
| Inde                            |                   |                    | 5                         | 3               |                      |                   | 8     |
| Italie                          | 3                 | 3                  | 5                         | 3               | 3                    | 3                 | 20    |
| Japon                           | 3                 |                    | 5                         | 3               |                      | 3                 | 14    |
| Malaisie                        | 1                 | 1                  | 5                         | 1               |                      |                   | 8     |
| Mexique                         | 2                 | 2                  | 5                         | 2               | 2                    |                   | 13    |
| Nouvelle-Zélande                |                   |                    |                           | 2               |                      | 1                 | 3     |
| Pologne                         |                   | 3                  |                           |                 | 3                    |                   | 6     |
| Portugal                        | 3                 |                    |                           |                 |                      |                   | 3     |
| Royaume-Uni                     |                   | 1                  | 5                         | 2               |                      |                   | 8     |
| Russie                          |                   |                    | 5                         | 3               |                      |                   | 8     |
| Singapour                       |                   |                    | 5                         |                 | 1                    | 1                 | 7     |
| Taipei chinois                  | 3                 |                    | 5                         | 3               | 3                    |                   | 14    |
| Thaïlande                       |                   | 1                  | 5                         | 1               | 1                    |                   | 8     |
| Ukraine                         |                   |                    | 5                         | 3               |                      |                   | 8     |
| Total                           | 48                | 35                 | 135                       | 61              | 50                   | 35                | 364   |

## Déroulement de la compétition
Les World Cyber Games comprennent les tournois officiels en solo ou par équipes de 5 joueurs (seulement pour Counter-Strike) et des tournois où s'affrontent deux joueurs d'une nation contre deux autres joueurs d'un autre pays (NvN).

### Calendrier
| Date            | Disciplines | Programme                            |
| --------------- | --- | ------------------------------------ |
| 5 décembre 2001 | Age of Empires II Quake III Arena StarCraft: Brood War Unreal Tournament                                                  | Phase de groupes                     |
| 6 décembre 2001 | Age of Empires II FIFA Football 2001 Half-Life: Counter-Strike Quake III Arena StarCraft: Brood War Unreal Tournament     | Phase de groupes                     |
| 7 décembre 2001 | Age of Empires II Quake III Arena StarCraft: Brood War Unreal Tournament                                                  | Huitièmes de finale Quarts de finale |
| 7 décembre 2001 | FIFA Football 2001 Half-Life: Counter-Strike                                                                              | Quarts de finale                     |
| 8 décembre 2001 | Age of Empires II (NvN) FIFA Football 2001 (NvN) Quake III Arena (NvN) StarCraft: Brood War (NvN) Unreal Tournament (NvN) | Huitièmes de finale Quarts de finale |
| 9 décembre 2001 | Age of Empires II (NvN) FIFA Football 2001 (NvN) Quake III Arena (NvN) StarCraft: Brood War (NvN) Unreal Tournament (NvN) | Demi-finales Finale                  |
| 9 décembre 2001 | Age of Empires II FIFA Football 2001 Half-Life: Counter-Strike Quake III Arena StarCraft: Brood War Unreal Tournament     | Demi-finales Finale                  |

### Half-Life: Counter-Strike

#### Règlement
Le tournoi s'effectue sur la version 1.3 du jeu Half-Life: Counter-Strike.
Chaque manche dure trois minutes, pour un maximum de 24 manches par match (douze comme terroristes, douze comme contre-terroristes). En cas d'égalité, six manches supplémentaires sont jouées puis deux tours en cas d'égalité persistante.
Le format de la phase de groupes est celui d'un tournoi toutes rondes simple. Chaque équipe joue donc un match contre toutes les autres équipes du même groupe.
- Victoire : 3 points
- Match nul : 1 point
- Défaite : 0 point

Le classement de chaque équipe dans chaque groupe est déterminé selon l'ordre suivant :
- le plus grand nombre de points obtenus après tous les matches de groupes
- en cas d'égalité de points :
  - le nombre total de manches gagnantes
  - le nombre total de manches gagnantes en tant que joueur "contre-terroriste"
  - si l'égalité persiste, les séries éliminatoires débutent

À l'issue de ce classement, le premier et le deuxième de chaque groupe sont qualifiés pour les phases finales.
- Abréviations

- Pts : nombre de points
- J : nombre de matchs joués
- G : nombre de matchs gagnés
- N : nombre de matchs nuls
- P : nombre de matchs perdus
- MG : nombre de manches gagnées
- MP : nombre de manches perdues
- Diff : différence de manches (MG-MP)

- Match
  - Équipe en caractère gras = Équipe victorieuse
  - Équipe sans caractère gras = Équipe battue ou qui a fait match nul

- Classement

| Équipe qualifiée |
| Équipe éliminée  |

#### Phase de groupes

##### Groupe A
| Rang | Équipe     | Pts | J | G | N | P | MG  | MP | Diff |
| ---- | ---------- | --- | - | - | - | - | --- | -- | ---- |
| 1    | LnD        | 18  | 6 | 6 | 0 | 0 | 103 | 35 | +68  |
| 2    | mTw        | 15  | 6 | 5 | 0 | 1 | 83  | 31 | +52  |
| 3    | aAa        | 12  | 6 | 4 | 0 | 2 | 79  | 59 | +20  |
| 4    | SSForce    | 9   | 6 | 3 | 0 | 3 | 64  | 74 | -10  |
| 5    | Hunter     | 6   | 6 | 2 | 0 | 4 | 52  | 82 | -30  |
| 6    | AZTEC Taya | 3   | 6 | 1 | 0 | 5 | 44  | 87 | -43  |
| 7    | NgC-KO     | 0   | 6 | 0 | 0 | 6 | 37  | 92 | -55  |

| 5 décembre 2001                               | Hunter  | 13-11                               | AZTEC Taya |  |
| 15h00 heure locale                            |         |                                     |            |  |
| "B3ast" "Danguard" "drfreeman" "od3n" "x-ray" | Équipes | "Kaworu" "Zap" "Fzr24h" "KYO" "Jan" |            |  |

| 5 décembre 2001                    | mTw     | 11-13                                        | LnD |  |
| 15h00 heure locale                 |         |                                              |     |  |
| "ash" "giant" "koj" "hazz" "lyric" | Équipes | "reek" "Brormir" "Steel" "Poutine" "Simonak" |     |  |

| 5 décembre 2001                                 | NgC-KO  | 6-18                                          | aAa |  |
| 15h00 heure locale                              |         |                                               |     |  |
| "KODIAK" "Predator4" "GrAnT" "Kerge" "Nice_Guy" | Équipes | "r0nan" "Maarek" "SubaRu" "Emkill" "Hourdeau" |     |  |

| 5 décembre 2001                              | LnD     | 17-6                                          | Hunter |  |
| 16h30 heure locale                           |         |                                               |        |  |
| "reek" "Brormir" "Steel" "Poutine" "Simonak" | Équipes | "B3ast" "Danguard" "drfreeman" "od3n" "x-ray" |        |  |

| 5 décembre 2001                               | aAa     | 5-13                               | mTw |  |
| 16h30 heure locale                            |         |                                    |     |  |
| "r0nan" "Maarek" "SubaRu" "Emkill" "Hourdeau" | Équipes | "ash" "giant" "koj" "hazz" "lyric" |     |  |

| 5 décembre 2001                               | SSForce | 14-10                                           | NgC-KO |  |
| 16h30 heure locale                            |         |                                                 |        |  |
| "Nikolay" "Ivaylo" "Pavel" "Plamen" "Kaloyan" | Équipes | "KODIAK" "Predator4" "GrAnT" "Kerge" "Nice_Guy" |        |  |

| 5 décembre 2001                    | mTw     | 13-1                                | AZTEC Taya |  |
| 18h00 heure locale                 |         |                                     |            |  |
| "ash" "giant" "koj" "hazz" "lyric" | Équipes | "Kaworu" "Zap" "Fzr24h" "KYO" "Jan" |            |  |

| 5 décembre 2001                                 | NgC-KO  | 10-14                                         | Hunter |  |
| 18h00 heure locale                              |         |                                               |        |  |
| "KODIAK" "Predator4" "GrAnT" "Kerge" "Nice_Guy" | Équipes | "B3ast" "Danguard" "drfreeman" "od3n" "x-ray" |        |  |

| 5 décembre 2001                               | SSForce | 4-20                                         | LnD |  |
| 18h00 heure locale                            |         |                                              |     |  |
| "Nikolay" "Ivaylo" "Pavel" "Plamen" "Kaloyan" | Équipes | "reek" "Brormir" "Steel" "Poutine" "Simonak" |     |  |

| 5 décembre 2001                               | aAa     | 17-7                                | AZTEC Taya |  |
| 19h30 heure locale                            |         |                                     |            |  |
| "r0nan" "Maarek" "SubaRu" "Emkill" "Hourdeau" | Équipes | "Kaworu" "Zap" "Fzr24h" "KYO" "Jan" |            |  |

| 5 décembre 2001                                 | NgC-KO  | 1-18                                         | LnD |  |
| 19h30 heure locale                              |         |                                              |     |  |
| "KODIAK" "Predator4" "GrAnT" "Kerge" "Nice_Guy" | Équipes | "reek" "Brormir" "Steel" "Poutine" "Simonak" |     |  |

| 5 décembre 2001                               | SSForce | 13-8                                          | Hunter |  |
| 19h30 heure locale                            |         |                                               |        |  |
| "Nikolay" "Ivaylo" "Pavel" "Plamen" "Kaloyan" | Équipes | "B3ast" "Danguard" "drfreeman" "od3n" "x-ray" |        |  |

| 6 décembre 2001                               | aAa     | 17-7                                          | Hunter |  |
| 10h00 heure locale                            |         |                                               |        |  |
| "r0nan" "Maarek" "SubaRu" "Emkill" "Hourdeau" | Équipes | "B3ast" "Danguard" "drfreeman" "od3n" "x-ray" |        |  |

| 6 décembre 2001                                 | NgC-KO  | 9-15                                | AZTEC Taya |  |
| 10h00 heure locale                              |         |                                     |            |  |
| "KODIAK" "Predator4" "GrAnT" "Kerge" "Nice_Guy" | Équipes | "Kaworu" "Zap" "Fzr24h" "KYO" "Jan" |            |  |

| 6 décembre 2001                               | SSForce | 7-17                               | mTw |  |
| 10h00 heure locale                            |         |                                    |     |  |
| "Nikolay" "Ivaylo" "Pavel" "Plamen" "Kaloyan" | Équipes | "ash" "giant" "koj" "hazz" "lyric" |     |  |

| 6 décembre 2001                              | LnD     | 20-4                                | AZTEC Taya |  |
| 11h30 heure locale                           |         |                                     |            |  |
| "reek" "Brormir" "Steel" "Poutine" "Simonak" | Équipes | "Kaworu" "Zap" "Fzr24h" "KYO" "Jan" |            |  |

| 6 décembre 2001                    | mTw     | 14-4                                          | Hunter |  |
| 11h30 heure locale                 |         |                                               |        |  |
| "ash" "giant" "koj" "hazz" "lyric" | Équipes | "B3ast" "Danguard" "drfreeman" "od3n" "x-ray" |        |  |

| 6 décembre 2001                               | SSForce | 11-13                                         | aAa |  |
| 11h30 heure locale                            |         |                                               |     |  |
| "Nikolay" "Ivaylo" "Pavel" "Plamen" "Kaloyan" | Équipes | "r0nan" "Maarek" "SubaRu" "Emkill" "Hourdeau" |     |  |

| 6 décembre 2001                               | aAa     | 9-15                                         | LnD |  |
| 13h00 heure locale                            |         |                                              |     |  |
| "r0nan" "Maarek" "SubaRu" "Emkill" "Hourdeau" | Équipes | "reek" "Brormir" "Steel" "Poutine" "Simonak" |     |  |

| 6 décembre 2001                                 | NgC-KO  | 1-13                               | mTw |  |
| 13h00 heure locale                              |         |                                    |     |  |
| "KODIAK" "Predator4" "GrAnT" "Kerge" "Nice_Guy" | Équipes | "ash" "giant" "koj" "hazz" "lyric" |     |  |

| 6 décembre 2001                               | SSForce | 15-6                                | AZTEC Taya |  |
| 13h00 heure locale                            |         |                                     |            |  |
| "Nikolay" "Ivaylo" "Pavel" "Plamen" "Kaloyan" | Équipes | "Kaworu" "Zap" "Fzr24h" "KYO" "Jan" |            |  |

##### Groupe B
| Rang | Équipe      | Pts | J | G | N | P | MG | MP | Diff |
| ---- | ----------- | --- | - | - | - | - | -- | -- | ---- |
| 1    | All-Stars   | 15  | 6 | 5 | 0 | 1 | 79 | 37 | +42  |
| 2    | M19         | 12  | 6 | 4 | 0 | 2 | 63 | 37 | +26  |
| 3    | [FMJ] BLACK | 12  | 6 | 4 | 0 | 2 | 39 | 40 | -1   |
| 4    | [USA]       | 12  | 6 | 4 | 0 | 2 | 67 | 53 | +14  |
| 5    | Nocturne    | 6   | 6 | 2 | 0 | 4 | 52 | 51 | +1   |
| 6    | xTc         | 3   | 6 | 1 | 0 | 5 | 28 | 61 | -33  |
| 7    | TRCC        | 3   | 6 | 1 | 0 | 5 | 36 | 85 | -49  |

| 5 décembre 2001                                                  | [FMJ] BLACK | 1-0                                          | Nocturne |  |
| 15h00 heure locale                                               |             |                                              |          |  |
| "Generationx" "hisashix" "Grifter" "UtAdA_hiKaRu" "Playerkiller" | Équipes     | "Allot" "Evans" "Rigby" "Slayer" "DArtagnan" |          |  |

| 5 décembre 2001                           | M19     | 11-13                                     | All-Stars |  |
| 15h00 heure locale                        |         |                                           |           |  |
| "Rider" "Alarik" "MadFan" "NooK" "KaLbl4" | Équipes | "natu" "myssE" "Donald" "Robin" "scratch" |           |  |

| 5 décembre 2001                                       | xTc     | 7-17                                               | [USA] |  |
| 15h00 heure locale                                    |         |                                                    |       |  |
| "bloodyblade" "garthjone" "shape" "stryfe" "death999" | Équipes | "Immortal" "Madfraga" "Scarface" "triGGa" "Warsaw" |       |  |

| 5 décembre 2001                           | All-Stars | 13-2                                                  | xTc |  |
| 16h30 heure locale                        |           |                                                       |     |  |
| "natu" "myssE" "Donald" "Robin" "scratch" | Équipes   | "bloodyblade" "garthjone" "shape" "stryfe" "death999" |     |  |

| 5 décembre 2001                              | Nocturne | 5-13                                      | M19 |  |
| 16h30 heure locale                           |          |                                           |     |  |
| "Allot" "Evans" "Rigby" "Slayer" "DArtagnan" | Équipes  | "Rider" "Alarik" "MadFan" "NooK" "KaLbl4" |     |  |

| 5 décembre 2001                                    | [USA]   | 13-5                                           | TRCC |  |
| 16h30 heure locale                                 |         |                                                |      |  |
| "Immortal" "Madfraga" "Scarface" "triGGa" "Warsaw" | Équipes | "logray" "Foxtrot" "striker" "Maniak" "sagato" |      |  |

| 5 décembre 2001                              | Nocturne | 10-13                                              | [USA] |  |
| 18h00 heure locale                           |          |                                                    |       |  |
| "Allot" "Evans" "Rigby" "Slayer" "DArtagnan" | Équipes  | "Immortal" "Madfraga" "Scarface" "triGGa" "Warsaw" |       |  |

| 5 décembre 2001                                                  | [FMJ] BLACK | 13-5                                      | All-Stars |  |
| 18h00 heure locale                                               |             |                                           |           |  |
| "Generationx" "hisashix" "Grifter" "UtAdA_hiKaRu" "Playerkiller" | Équipes     | "natu" "myssE" "Donald" "Robin" "scratch" |           |  |

| 5 décembre 2001                           | M19     | 13-3                                           | TRCC |  |
| 18h00 heure locale                        |         |                                                |      |  |
| "Rider" "Alarik" "MadFan" "NooK" "KaLbl4" | Équipes | "logray" "Foxtrot" "striker" "Maniak" "sagato" |      |  |

| 5 décembre 2001                           | M19     | 13-9                                               | [USA] |  |
| 19h30 heure locale                        |         |                                                    |       |  |
| "Rider" "Alarik" "MadFan" "NooK" "KaLbl4" | Équipes | "Immortal" "Madfraga" "Scarface" "triGGa" "Warsaw" |       |  |

| 5 décembre 2001                                                  | [FMJ] BLACK | 1-0                                                   | xTc |  |
| 19h30 heure locale                                               |             |                                                       |     |  |
| "Generationx" "hisashix" "Grifter" "UtAdA_hiKaRu" "Playerkiller" | Équipes     | "bloodyblade" "garthjone" "shape" "stryfe" "death999" |     |  |

| 5 décembre 2001                              | Nocturne | 13-4                                           | TRCC |  |
| 19h30 heure locale                           |          |                                                |      |  |
| "Allot" "Evans" "Rigby" "Slayer" "DArtagnan" | Équipes  | "logray" "Foxtrot" "striker" "Maniak" "sagato" |      |  |

| 6 décembre 2001                           | All-Stars | 22-2                                           | TRCC |  |
| 10h00 heure locale                        |           |                                                |      |  |
| "natu" "myssE" "Donald" "Robin" "scratch" | Équipes   | "logray" "Foxtrot" "striker" "Maniak" "sagato" |      |  |

| 6 décembre 2001                                    | [USA]   | 13-5                                                             | [FMJ] BLACK |  |
| 10h00 heure locale                                 |         |                                                                  |             |  |
| "Immortal" "Madfraga" "Scarface" "triGGa" "Warsaw" | Équipes | "Generationx" "hisashix" "Grifter" "UtAdA_hiKaRu" "Playerkiller" |             |  |

| 6 décembre 2001                              | Nocturne | 17-7                                                  | xTc |  |
| 10h00 heure locale                           |          |                                                       |     |  |
| "Allot" "Evans" "Rigby" "Slayer" "DArtagnan" | Équipes  | "bloodyblade" "garthjone" "shape" "stryfe" "death999" |     |  |

| 6 décembre 2001                                       | xTc     | 11-13                                          | TRCC |  |
| 11h30 heure locale                                    |         |                                                |      |  |
| "bloodyblade" "garthjone" "shape" "stryfe" "death999" | Équipes | "logray" "Foxtrot" "striker" "Maniak" "sagato" |      |  |

| 6 décembre 2001                                                  | [FMJ] BLACK | 6-13                                      | M19 |  |
| 11h30 heure locale                                               |             |                                           |     |  |
| "Generationx" "hisashix" "Grifter" "UtAdA_hiKaRu" "Playerkiller" | Équipes     | "Rider" "Alarik" "MadFan" "NooK" "KaLbl4" |     |  |

| 6 décembre 2001                              | Nocturne | 7-13                                      | All-Stars |  |
| 11h30 heure locale                           |          |                                           |           |  |
| "Allot" "Evans" "Rigby" "Slayer" "DArtagnan" | Équipes  | "natu" "myssE" "Donald" "Robin" "scratch" |           |  |

| 6 décembre 2001                                                  | [FMJ] BLACK | 13-9                                           | TRCC |  |
| 13h00 heure locale                                               |             |                                                |      |  |
| "Generationx" "hisashix" "Grifter" "UtAdA_hiKaRu" "Playerkiller" | Équipes     | "logray" "Foxtrot" "striker" "Maniak" "sagato" |      |  |

| 6 décembre 2001                           | All-Stars | 13-2                                               | [USA] |  |
| 13h00 heure locale                        |           |                                                    |       |  |
| "natu" "myssE" "Donald" "Robin" "scratch" | Équipes   | "Immortal" "Madfraga" "Scarface" "triGGa" "Warsaw" |       |  |

| 6 décembre 2001                           | M19     | 0-1                                                   | xTc |  |
| 13h00 heure locale                        |         |                                                       |     |  |
| "Rider" "Alarik" "MadFan" "NooK" "KaLbl4" | Équipes | "bloodyblade" "garthjone" "shape" "stryfe" "death999" |     |  |

##### Groupe C
| Rang | Équipe       | Pts | J | G | N | P | MG | MP | Diff |
| ---- | ------------ | --- | - | - | - | - | -- | -- | ---- |
| 1    | Synergy      | 15  | 6 | 5 | 0 | 1 | 78 | 39 | +39  |
| 2    | g3nerationX  | 15  | 6 | 5 | 0 | 1 | 57 | 29 | +28  |
| 3    | EVIL         | 12  | 6 | 4 | 0 | 2 | 53 | 44 | +9   |
| 4    | AH           | 12  | 6 | 4 | 0 | 2 | 61 | 38 | +23  |
| 5    | eXtremelyBad | 6   | 6 | 2 | 0 | 4 | 34 | 39 | -5   |
| 6    | 1vs1         | 3   | 6 | 1 | 0 | 5 | 28 | 56 | -28  |
| 7    | GoG          | 0   | 6 | 0 | 0 | 6 | 12 | 78 | -66  |

| 6 décembre 2001                               | 1vs1    | 4-13                                      | Synergy |  |
| 14h00 heure locale                            |         |                                           |         |  |
| "vash" "doona24" "CrYStaL" "dontback" "Calla" | Équipes | "Sundaram" "Liolio" "Ho" "Doyoe" "Pieres" |         |  |

| 6 décembre 2001                                  | eXtremelyBad | 13-3                                        | GoG |  |
| 14h00 heure locale                               |              |                                             |     |  |
| "BoBO" "ArhAngel" "DpakoH" "MuMMy" "ZeroGravity" | Équipes      | "Dre@mer" "5GO" "JoeBlack" "Nya-muko" "T.T" |     |  |

| 6 décembre 2001                        | g3nerationX | 13-5                                       | EVIL |  |
| 14h00 heure locale                     |             |                                            |      |  |
| "BlooD" "gAuLeS" "vip" "Crash" "Carva" | Équipes     | "Alric" "KING" "Butcher" "Cdier" "ThUnd3R" |      |  |

| 6 décembre 2001                             | GoG     | 0-13                                   | g3nerationX |  |
| 15h30 heure locale                          |         |                                        |             |  |
| "Dre@mer" "5GO" "JoeBlack" "Nya-muko" "T.T" | Équipes | "BlooD" "gAuLeS" "vip" "Crash" "Carva" |             |  |

| 6 décembre 2001                           | Synergy | 13-4                                             | eXtremelyBad |  |
| 15h30 heure locale                        |         |                                                  |              |  |
| "Sundaram" "Liolio" "Ho" "Doyoe" "Pieres" | Équipes | "BoBO" "ArhAngel" "DpakoH" "MuMMy" "ZeroGravity" |              |  |

| 6 décembre 2001                            | EVIL    | 5-13                                       | AH |  |
| 15h30 heure locale                         |         |                                            |    |  |
| "Alric" "KING" "Butcher" "Cdier" "ThUnd3R" | Équipes | "Epyon" "Exodus" "Fagzz" "Monster" "S@ucy" |    |  |

| 6 décembre 2001                           | Synergy | 13-16                                      | EVIL |  |
| 17h00 heure locale                        |         |                                            |      |  |
| "Sundaram" "Liolio" "Ho" "Doyoe" "Pieres" | Équipes | "Alric" "KING" "Butcher" "Cdier" "ThUnd3R" |      |  |

| 6 décembre 2001                               | 1vs1    | 13-3                                        | GoG |  |
| 17h00 heure locale                            |         |                                             |     |  |
| "vash" "doona24" "CrYStaL" "dontback" "Calla" | Équipes | "Dre@mer" "5GO" "JoeBlack" "Nya-muko" "T.T" |     |  |

| 6 décembre 2001                                  | eXtremelyBad | 4-13                                       | AH |  |
| 17h00 heure locale                               |              |                                            |    |  |
| "BoBO" "ArhAngel" "DpakoH" "MuMMy" "ZeroGravity" | Équipes      | "Epyon" "Exodus" "Fagzz" "Monster" "S@ucy" |    |  |

| 7 décembre 2001                                  | eXtremelyBad | 0-1                                        | EVIL |  |
| 10h00 heure locale                               |              |                                            |      |  |
| "BoBO" "ArhAngel" "DpakoH" "MuMMy" "ZeroGravity" | Équipes      | "Alric" "KING" "Butcher" "Cdier" "ThUnd3R" |      |  |

| 7 décembre 2001                               | 1vs1    | 1-13                                   | g3nerationX |  |
| 10h00 heure locale                            |         |                                        |             |  |
| "vash" "doona24" "CrYStaL" "dontback" "Calla" | Équipes | "BlooD" "gAuLeS" "vip" "Crash" "Carva" |             |  |

| 7 décembre 2001                           | Synergy | 13-11                                      | AH |  |
| 10h00 heure locale                        |         |                                            |    |  |
| "Sundaram" "Liolio" "Ho" "Doyoe" "Pieres" | Équipes | "Epyon" "Exodus" "Fagzz" "Monster" "S@ucy" |    |  |

| 7 décembre 2001                           | Synergy | 4-13                                   | g3nerationX |  |
| 11h30 heure locale                        |         |                                        |             |  |
| "Sundaram" "Liolio" "Ho" "Doyoe" "Pieres" | Équipes | "BlooD" "gAuLeS" "vip" "Crash" "Carva" |             |  |

| 7 décembre 2001                               | 1vs1    | 2-13                                       | EVIL |  |
| 11h30 heure locale                            |         |                                            |      |  |
| "vash" "doona24" "CrYStaL" "dontback" "Calla" | Équipes | "Alric" "KING" "Butcher" "Cdier" "ThUnd3R" |      |  |

| 7 décembre 2001                             | GoG     | 3-13                                       | AH |  |
| 11h30 heure locale                          |         |                                            |    |  |
| "Dre@mer" "5GO" "JoeBlack" "Nya-muko" "T.T" | Équipes | "Epyon" "Exodus" "Fagzz" "Monster" "S@ucy" |    |  |

| 7 décembre 2001                        | g3nerationX | 13-10                                      | AH |  |
| 14h00 heure locale                     |             |                                            |    |  |
| "BlooD" "gAuLeS" "vip" "Crash" "Carva" | Équipes     | "Epyon" "Exodus" "Fagzz" "Monster" "S@ucy" |    |  |

| 7 décembre 2001                               | 1vs1    | 8-13                                             | eXtremelyBad |  |
| 14h00 heure locale                            |         |                                                  |              |  |
| "vash" "doona24" "CrYStaL" "dontback" "Calla" | Équipes | "BoBO" "ArhAngel" "DpakoH" "MuMMy" "ZeroGravity" |              |  |

| 7 décembre 2001                           | Synergy | 13-0                                        | GoG |  |
| 14h00 heure locale                        |         |                                             |     |  |
| "Sundaram" "Liolio" "Ho" "Doyoe" "Pieres" | Équipes | "Dre@mer" "5GO" "JoeBlack" "Nya-muko" "T.T" |     |  |

| 7 décembre 2001                               | 1vs1    | 0-1                                        | AH |  |
| 17h00 heure locale                            |         |                                            |    |  |
| "vash" "doona24" "CrYStaL" "dontback" "Calla" | Équipes | "Epyon" "Exodus" "Fagzz" "Monster" "S@ucy" |    |  |

| 7 décembre 2001                             | GoG     | 3-13                                       | EVIL |  |
| 17h00 heure locale                          |         |                                            |      |  |
| "Dre@mer" "5GO" "JoeBlack" "Nya-muko" "T.T" | Équipes | "Alric" "KING" "Butcher" "Cdier" "ThUnd3R" |      |  |

| 7 décembre 2001                                  | eXtremelyBad | 0-1                                    | g3nerationX |  |
| 17h00 heure locale                               |              |                                        |             |  |
| "BoBO" "ArhAngel" "DpakoH" "MuMMy" "ZeroGravity" | Équipes      | "BlooD" "gAuLeS" "vip" "Crash" "Carva" |             |  |

##### Groupe D
| Rang | Équipe    | Pts | J | G | N | P | MG | MP | Diff |
| ---- | --------- | --- | - | - | - | - | -- | -- | ---- |
| 1    | Kompaniet | 15  | 5 | 5 | 0 | 0 | 65 | 16 | +49  |
| 2    | CTF       | 9   | 5 | 3 | 0 | 2 | 50 | 31 | +19  |
| 3    | [THAI]    | 9   | 5 | 3 | 0 | 2 | 39 | 31 | +8   |
| 4    | CSGL      | 9   | 5 | 3 | 0 | 2 | 45 | 41 | +4   |
| 5    | TUA       | 3   | 5 | 1 | 0 | 4 | 26 | 55 | -29  |
| 6    | FishHeads | 0   | 5 | 0 | 0 | 5 | 15 | 66 | -51  |

| 6 décembre 2001                | [THAI]  | 13-3                                         | FishHeads |  |
| 14h00 heure locale             |         |                                              |           |  |
| "Kit" "Korn" "Nas" "Pol" "Pon" | Équipes | "Alfonso" "Carlos" "Ruben" "Enrique" "Julio" |           |  |

| 6 décembre 2001                                        | TUA     | 2-13                                | Kompaniet |  |
| 14h00 heure locale                                     |         |                                     |           |  |
| "Wile" "Ricky" "CyAnide" "JustBringlt" "madtoothbrush" | Équipes | "Mson" "Scud" "Xorgal" "MD" "Devil" |           |  |

| 6 décembre 2001                                 | CTF     | 10-13                                                     | CSGL |  |
| 14h00 heure locale                              |         |                                                           |      |  |
| "Arrayate" "Canario" "LuCiFeR" "Letto" "RaiDeR" | Équipes | "raver" "WONG Wai Tak" "Chrisngan08" "yoshiko" "ultraroy" |      |  |

| 6 décembre 2001                     | Kompaniet | 13-5                                                      | CSGL |  |
| 15h30 heure locale                  |           |                                                           |      |  |
| "Mson" "Scud" "Xorgal" "MD" "Devil" | Équipes   | "raver" "WONG Wai Tak" "Chrisngan08" "yoshiko" "ultraroy" |      |  |

| 6 décembre 2001                                 | CTF     | 13-0                           | [THAI] |  |
| 15h30 heure locale                              |         |                                |        |  |
| "Arrayate" "Canario" "LuCiFeR" "Letto" "RaiDeR" | Équipes | "Kit" "Korn" "Nas" "Pol" "Pon" |        |  |

| 6 décembre 2001                                        | TUA     | 13-3                                         | FishHeads |  |
| 15h30 heure locale                                     |         |                                              |           |  |
| "Wile" "Ricky" "CyAnide" "JustBringlt" "madtoothbrush" | Équipes | "Alfonso" "Carlos" "Ruben" "Enrique" "Julio" |           |  |

| 6 décembre 2001                                        | TUA     | 4-13                                                      | CSGL |  |
| 17h00 heure locale                                     |         |                                                           |      |  |
| "Wile" "Ricky" "CyAnide" "JustBringlt" "madtoothbrush" | Équipes | "raver" "WONG Wai Tak" "Chrisngan08" "yoshiko" "ultraroy" |      |  |

| 6 décembre 2001                                 | CTF     | 13-0                                         | FishHeads |  |
| 17h00 heure locale                              |         |                                              |           |  |
| "Arrayate" "Canario" "LuCiFeR" "Letto" "RaiDeR" | Équipes | "Alfonso" "Carlos" "Ruben" "Enrique" "Julio" |           |  |

| 6 décembre 2001                | [THAI]  | 0-13                                | Kompaniet |  |
| 17h00 heure locale             |         |                                     |           |  |
| "Kit" "Korn" "Nas" "Pol" "Pon" | Équipes | "Mson" "Scud" "Xorgal" "MD" "Devil" |           |  |

| 7 décembre 2001                | [THAI]  | 13-0                                                      | CSGL |  |
| 10h00 heure locale             |         |                                                           |      |  |
| "Kit" "Korn" "Nas" "Pol" "Pon" | Équipes | "raver" "WONG Wai Tak" "Chrisngan08" "yoshiko" "ultraroy" |      |  |

| 7 décembre 2001                     | Kompaniet | 13-8                                         | FishHeads |  |
| 10h00 heure locale                  |           |                                              |           |  |
| "Mson" "Scud" "Xorgal" "MD" "Devil" | Équipes   | "Alfonso" "Carlos" "Ruben" "Enrique" "Julio" |           |  |

| 7 décembre 2001                                        | TUA     | 5-13                                            | CTF |  |
| 10h00 heure locale                                     |         |                                                 |     |  |
| "Wile" "Ricky" "CyAnide" "JustBringlt" "madtoothbrush" | Équipes | "Arrayate" "Canario" "LuCiFeR" "Letto" "RaiDeR" |     |  |

| 7 décembre 2001                | [THAI]  | 13-2                                                   | TUA |  |
| 11h30 heure locale             |         |                                                        |     |  |
| "Kit" "Korn" "Nas" "Pol" "Pon" | Équipes | "Wile" "Ricky" "CyAnide" "JustBringlt" "madtoothbrush" |     |  |

| 7 décembre 2001                                 | CTF     | 1-13                                | Kompaniet |  |
| 11h30 heure locale                              |         |                                     |           |  |
| "Arrayate" "Canario" "LuCiFeR" "Letto" "RaiDeR" | Équipes | "Mson" "Scud" "Xorgal" "MD" "Devil" |           |  |

| 7 décembre 2001                                           | CSGL    | 14-1                                         | FishHeads |  |
| 11h30 heure locale                                        |         |                                              |           |  |
| "raver" "WONG Wai Tak" "Chrisngan08" "yoshiko" "ultraroy" | Équipes | "Alfonso" "Carlos" "Ruben" "Enrique" "Julio" |           |  |

#### Phases finales
|  | Premier tour           | Premier tour | Premier tour |  |  | Deuxième tour | Deuxième tour | Deuxième tour |  |  | Troisième tour | Troisième tour | Troisième tour |  |  | Quatrième tour | Quatrième tour | Quatrième tour |  |  | Finale | Finale | Finale | Finale |
|  |                        |              |              |  |  |               |               |               |  |  |                |                |                |  |  |                |                |                |  |  |        |        |        |        |
|  | Tournoi des vainqueurs |              |              |  |  |               |               |               |  |  |                |                |                |  |  |                |                |                |  |  |        |        |        |        |
|  |                        | CTF          | 7            |  |  |               |               |               |  |  |                |                |                |  |  |                |                |                |  |  |        |        |        |        |
|  |                        | LnD          | 17           |  |  |               |               |               |  |  |                |                |                |  |  |                |                |                |  |  |        |        |        |        |
|  |                        |              |              |  |  |               | LnD           | 18            |  |  |                |                |                |  |  |                |                |                |  |  |        |        |        |        |
|  |                        |              |              |  |  |               | Synergy       | 6             |  |  |                |                |                |  |  |                |                |                |  |  |        |        |        |        |
|  |                        | Synergy      | 16           |  |  |               |               |               |  |  |                |                |                |  |  |                |                |                |  |  |        |        |        |        |
|  |                        | M19          | 13           |  |  |               |               |               |  |  |                |                |                |  |  |                |                |                |  |  |        |        |        |        |
|  |                        |              |              |  |  |               |               |               |  |  |                | LnD            | 6              |  |  |                |                |                |  |  |        |        |        |        |
|  |                        |              |              |  |  |               |               |               |  |  |                | mTw            | 18             |  |  |                |                |                |  |  |        |        |        |        |
|  |                        | mTw          | 17           |  |  |               |               |               |  |  |                |                |                |  |  |                |                |                |  |  |        |        |        |        |
|  |                        | Kompaniet    | 5            |  |  |               |               |               |  |  |                |                |                |  |  |                |                |                |  |  |        |        |        |        |
|  |                        |              |              |  |  |               | mTw           | 21            |  |  |                |                |                |  |  |                |                |                |  |  |        |        |        |        |
|  |                        |              |              |  |  |               | All-Stars     | 3             |  |  |                |                |                |  |  |                |                |                |  |  |        |        |        |        |
|  |                        | All-Stars    | 21           |  |  |               |               |               |  |  |                |                |                |  |  |                |                |                |  |  |        |        |        |        |
|  |                        | g3nerationX  | 3            |  |  |               |               |               |  |  |                |                |                |  |  |                |                |                |  |  |        | mTw    | 10     | 13     |
|  |                        |              |              |  |  |               |               |               |  |  |                |                |                |  |  |                |                |                |  |  |        | LnD    | 13     | 14     |
|  | Tournoi des perdants   |              |              |  |  |               |               |               |  |  |                |                |                |  |  |                |                |                |  |  |        |        |        |        |
|  |                        | CTF          | 13           |  |  |               |               |               |  |  |                |                |                |  |  |                |                |                |  |  |        |        |        |        |
|  |                        | M19          | 11           |  |  |               | All-Stars     | 13            |  |  |                |                |                |  |  |                |                |                |  |  |        |        |        |        |
|  |                        |              |              |  |  |               | CTF           | 0             |  |  |                |                |                |  |  |                |                |                |  |  |        |        |        |        |
|  |                        |              |              |  |  |               |               |               |  |  |                | All-Stars      | 13             |  |  |                |                |                |  |  |        |        |        |        |
|  |                        | Kompaniet    | 15           |  |  |               |               |               |  |  |                | Kompaniet      | 11             |  |  |                | LnD            | 13             |  |  |        |        |        |        |
|  |                        | g3nerationX  | 4            |  |  |               | Synergy       | 4             |  |  |                |                |                |  |  |                | All-Stars      | 7              |  |  |        |        |        |        |
|  |                        |              |              |  |  |               | Kompaniet     | 20            |  |  |                |                |                |  |  |                |                |                |  |  |        |        |        |        |

## Répartition descash prizes
|           | Age of Empires II | Age of Empires II (NvN) | FIFA Football 2001 | FIFA Football 2001 (NvN) | Half-Life: Counter-Strike | Quake III Arena | Quake III Arena (NvN) | StarCraft: Brood War | StarCraft: Brood War (NvN) | Unreal Tournament | Unreal Tournament (NvN) |
| --------- | ----------------- | ----------------------- | ------------------ | ------------------------ | ------------------------- | --------------- | --------------------- | -------------------- | -------------------------- | ----------------- | ----------------------- |
| Vainqueur | 20 000 $          | 6 000 $                 | 20 000 $           | 6 000 $                  | 40 000 $                  | 20 000 $        | 6 000 $               | 20 000 $             | 6 000 $                    | 20 000 $          | 6 000 $                 |
| Finaliste | 10 000 $          | 3 000 $                 | 10 000 $           | 3 000 $                  | 20 000 $                  | 10 000 $        | 3 000 $               | 10 000 $             | 3 000 $                    | 10 000 $          | 3 000 $                 |
| Troisième | 5 000 $           | 2 000 $                 | 5 000 $            | 2 000 $                  | 10 000 $                  | 5 000 $         | 2 000 $               | 5 000 $              | 2 000 $                    | 5 000 $           | 2 000 $                 |

## Tournois

### Résultats
| Age of Empires II          | Tseng "IamKmkm" Jeng-Cheng | Kang "iamgrunt" Byung-Geon  | Shing "Chun_Yu" Chun-Yu  |
| Age of Empires II (NvN)    | Corée du Sud               | Japon                       | Canada                   |
| FIFA Football 2001         | Kim "Jaguar" Doo-Hyung     | Francesco "Champion" Di Dio | Zheng "ZW" Wei           |
| FIFA Football 2001 (NvN)   | Chine                      | Italie                      | Corée du Sud             |
| Half-Life: Counter-Strike  | Legends never Die (LnD)    | mTw                         | All-Stars                |
| Quake III Arena            | Jonathan "ZeRo4" Hill      | Alexei "LeXeR" Nesterov     | Stephan "Stelam" Lammert |
| Quake III Arena (NvN)      | Suède                      | Russie                      | Allemagne                |
| StarCraft: Brood War       | Lim "BoxeR" Yo-Hwan        | Bertrand "ElkY" Grospellier | Park "GoRush" Tae-Min    |
| StarCraft: Brood War (NvN) | Chine                      | Allemagne                   | Suède                    |
| Unreal Tournament          | Christian "GitzZz" Hock    | Jeremy "XS_Pain" Evans      | Kim "SLXC_Xan" Sung-Woo  |
| Unreal Tournament (NvN)    | Pays-Bas                   | Italie                      | France                   |

### Classement final des pays médaillés
|                |   |   |   | Total |
| -------------- | - | - | - | ----- |
| Corée du Sud   | 3 | 1 | 3 | 7     |
| Chine          | 2 |   | 1 | 3     |
| Allemagne      | 1 | 2 | 2 | 5     |
| États-Unis     | 1 | 1 |   | 2     |
| Canada         | 1 |   | 1 | 2     |
| Suède          | 1 |   | 1 | 2     |
| Pays-Bas       | 1 |   |   | 1     |
| Taipei chinois | 1 |   |   | 1     |
| Italie         |   | 3 |   | 3     |
| Russie         |   | 2 |   | 2     |
| France         |   | 1 | 1 | 2     |
| Japon          |   | 1 |   | 1     |
| Finlande       |   |   | 1 | 1     |
| Hong Kong      |   |   | 1 | 1     |